# Louise Adelswärd
Anna Louise Dorotée Adelswärd, född Douglas 22 november 1878 i Kaga församling, Östergötlands län, död 2 april 1964 i Åtvids församling, Östergötlands län, var en svensk friherrinna och författare.

## Biografi
Louise Adelswärd föddes 1878 på Gerstorp i Kaga socken. Hon var dotter till riksmarskalk Ludvig Douglas och grevinnan Anna Ehrensvärd.

### Familj
Adelswärd gifte sig 8 juni 1901 i Kärna kyrka med kammarherren friherren Theodor Adelswärd (född 1860), son till underlöjtnanten Axel Adelswärd och Augusta Charlotta Teodora Berg. De fick tillsammans barnen Louise Adelswärd (född 1902) som var gift med löjtnanten, friherre Gabriel Falkenberg af Trystorp och läkaren Birger Lundqvist, Ingeborg Emilie Catharina Adelswärd (1903–1987) som var gift med läkaren Gerhard Rundberg, Erik Göran Adelswärd (1905–1905), författaren Anna Adelswärd (1906–1993), vissångerska och textförfattare Eva Helena Adelswärd (1908–1993), Erik Göran Adelswärd (1909–1986) och Gösta Adelswärd (1913–1997).